# Carlo Coccia
Pour les articles homonymes, voir Coccia.
Carlo Coccia (14 avril 1782 à Naples – 13 avril 1873 à Novare) était un compositeur italien.

## Biographie
Il étudie la composition et le chant à Naples, où il est nommé pianiste de Joseph Bonaparte. Il s'affirme à Venise avec Clothilde en 1815, puis à Padoue, Milan et Lisbonne. Il enseigne à Londres puis rentre en Italie.
Il laisse 37 opéras, en particulier La Donna selvaggia en 1813 et Caterina di Guisa (it) en 1833. Un théâtre porte son nom à Novare.

## Sources
- Dictionnaire de la musique, Marc Vignal, Ed. Larousse, 1999 p. 189